# Tessel ten Zweege
Tessel ten Zweege (Utrecht, 5 juni 1998) is een Nederlandse schrijfster, kunstenares en feministe.

## Biografie
Ten Zweege groeide op in Utrecht en verhuisde naar Amsterdam waar ze de studie Literary and Cultural Analysis volgde aan de Universiteit van Amsterdam. In 2018 vertrok zij naar de Amerikaanse staat Californië voor een uitwisseling, ze volgde vakken over literaire erotiek en LHBTI-emancipatie aan San Francisco State University.
Tijdens haar bachelorstudie richtte Ten Zweege een feministisch collectief op met studiegenoten, waarmee ze de zine PISSWIFE publiceerde. De naam komt van het Nederlandse woord 'zeikwijf'. Ze schreef, illustreerde en maakte kunst-installaties en was vormgever voor het collectief, dat in 2021 ontbonden werd. Ook was Ten Zweege in deze periode actief bij de Nederlandse tak van de Women's March en schreef ze opiniestukken over onder andere partnergeweld, seksueel misbruik en vrouwen- en transgenderrechten voor Het Parool, OneWorld en belangenorganisatie Transgender Netwerk Nederland.
In 2022 studeerde Ten Zweege af in de Research Master Gender Studies aan de Universiteit Utrecht en de Master Crossover Creativity aan de HKU. Datzelfde jaar publiceerde ze haar eerste boek Dat zou jij nooit toelaten, een feministisch non-fictie-boek over partnergeweld. Eerder had ze al een gelijknamige documentaire gemaakt dat op 7 maart 2020 te zien was tijdens het evenement Bad feminists talks in de Melkweg met daaropvolgend een panelgesprek over slachtofferschap bij partnergeweld.
Ten Zweege maakt illustraties met gender, seks, geweld en plezier als thematiek. Ze illustreerde onder meer de omslag van haar eerste boek en maakte een interactieve illustratie voor de Grote Nederlandse Kunstkalender van 2022.
Ten Zweege verscheen in maart 2022 in de VPRO-documentaire Sociaal Tribunaal van Doortje Smithuijsen. Voorgesteld als auteur en activiste nam ze deel aan een debat over sociale media, die steeds meer zouden veranderen in een openbare rechtszaal waarin iedereen elkaar kan aanklagen en veroordelen.
In 2022 nam Ten Zweege deel aan de KRO-NCRV-documentaireseries Fatale Liefde, waarna ze  kritiek uitte op de productiemaatschappij SkyHighTV. De serie was naar haar mening te sensationeel en misleidend. Het programma insinueerde dat de door haar voorgelezen passages uit haar boek Dat Zou Jij Nooit Toelaten waargebeurde fragmenten uit haar dagboek waren.
In 2023 heeft Ten Zweege samen met Renée Römkens en Anja Meulenbelt een essaybundel samengesteld, Voorbij de verbijstering - Over gender en geweld. De bundel bevat 26 essays over geweld tegen vrouwen en hoe het denken daarover in de loop der tijd is veranderd.